# Ninjaspy
Ninjaspy ist eine kanadische Experimental-Metal-Band, die im Jahre 2001 in Port Coquitlam, einem Vorort Vancouvers in British Columbia, gegründet wurde.

## Geschichte
Die Band besteht aus den drei Brüdern Joel, Tim und Adam Parent.
Ihr Debütalbum Pi Nature erschien im Jahr 2007 und wurde von Garth Richardson und Ben Kaplan produziert und von Bill Kennedy abgemischt. Pi Nature war ein großer Schritt für die Band, da sie begannen durch Kanada zu touren, um das Album zu promoten. Sie tourten bereits mit Bands wie Protest the Hero, Batoche, Whitey und What’s He Building in There?.
Am 4. September 2009 gab Ninjaspy bekannt, dass sie beim japanischen Label Zestone Records unterschrieben hätten und sie ihr Album Pi Nature dort wiederveröffentlichen würden.
Im Jahr 2009 spielten Ninjaspy in Calgary auf Kevin Lyman's Taste of Chaos Tour, in Vancouver machten sie Halt mit der Vans Warped Tour, im Jahr 2010 tourten sie das erste Mal mit Death by Stereo und Lost durch Japan.
2017 erschien mit dem von Garth Richardson produzierten Spüken ein weiteres Album der Band.

## Stil
Ninjaspy bezeichnen ihren Stil als „skankore“, oder Hardcore-Ska mit einem Genre übergreifenden, einzigartigem Sound.

## Live-Performance
Ninjaspy sind für ihre energiegeladenen, verrückten und unterhaltsamen Live-Shows bekannt.
In einer Live-Kritik sagte CordMag, „nicht ein Fleck der Bühne blieb durch die chaotischen Füße der Band unberührt.“ CordMag sagte auch „Ninjaspy ist nicht wirklich meine Art von Musik, aber sie sind verdammt unterhaltsam.“

## Diskografie
- 2007: Pi Nature (Album, Eigenveröffentlichung & Zestone Records)
- 2013: No Kata (EP, Eigenveröffentlichung)
- 2017: Spüken (Album)